# Dead Wrong
Dead Wrong (englisch für „völlig falsch“) ist ein Lied des US-amerikanischen Rappers The Notorious B.I.G., auf dem auch der Rapper Eminem zu hören ist. Der Song wurde am 26. Oktober 1999 als Promo-Single in den Vereinigten Staaten veröffentlicht und ist auf dem postum erschienenen, dritten Studioalbum Born Again von The Notorious B.I.G. enthalten.

## Inhalt
| Liedteil   | Künstler             |
| Refrain    | The Notorious B.I.G. |
| 1. Strophe | The Notorious B.I.G. |
| 2. Strophe | The Notorious B.I.G. |
| 3. Strophe | Eminem               |

Dead Wrong ist dem Hip-Hop-Subgenre Horrorcore zuzuordnen. Der Titel spielt dabei auf Taten an, die „völlig falsch“ und verwerflich sind. So rappt The Notorious B.I.G. in der Rolle des lyrischen Ichs detailliert über Gewalt (vor allem gegen Frauen), die bis zum Mord gipfelt, sowie über Vergewaltigung und Pädophilie. Auch Eminem rappt vor allem über Waffengewalt sowie über Kannibalismus, Zoophilie und Exorzismus.

“The weak or the strong

Who got it going on?

You’re dead wrong”

## Produktion
Der Song wurde von Chucky Thompson, Mario Winans und P. Diddy produziert, wobei sie ein Sample des Liedes I’m Glad You’re Mine von Al Green verwendeten. Als Autoren fungierten The Notorious B.I.G., Eminem und Easy Mo Bee.

## Musikvideo
Bei dem zu Dead Wrong veröffentlichten Musikvideo führten Marion Alston, Brian Kushner, Harve Pierre und G.D. Hampton Regie. Das Video, welches Eminems Strophe nicht beinhaltet, verzeichnet auf YouTube über 6,8 Millionen Aufrufe (Stand: August 2024). Es ist aus diversen Archivaufnahmen von The Notorious B.I.G. zusammengestellt. Diese zeigen ihn bei verschiedenen Konzertauftritten, Interviews und Preisverleihungen. Außerdem sind einige Privataufnahmen und Fotos des Rappers sowie Ausschnitte seiner früheren Musikvideos zu sehen.

## Single

### Covergestaltung
Das Cover der Promo-Single, die ausschließlich in den Vereinigten Staaten veröffentlicht wurde, zeigt The Notorious B.I.G. mit ineinander gefalteten Händen. Er ist in Schwarz gekleidet und sieht den Betrachter mit ernstem Blick von oben herab an. Oben links befindet sich der schwarze Schriftzug The Notorious B.I.G., während der Titel Dead Wrong in Weiß am unteren Bildrand steht. Der Hintergrund ist weiß gehalten.

### Titelliste
Der Song wurde in der Version ohne Eminem als Promo-Single veröffentlicht.
1. Dead Wrong (Radio Mix) – 3:52
2. Dead Wrong (Instrumental) – 3:52
3. Dead Wrong (Call Out Research Hook) – 0:10

### Chartplatzierungen
Dead Wrong erreichte Platz 15 der Bubbling Under Hot 100 Charts in den Vereinigten Staaten, verpasste also die dortigen Top 100 knapp. Zudem belegte es Rang 39 der Hot R&B/Hip-Hop Songs.